# Steve Gadd
Stephen Kendall Gadd (nascido em 9 de abril de 1945 ) é um baterista, percussionista e músico de sessão americano. Gadd é um dos mais conhecidos e conceituados bateristas de estúdio e de sessão da indústria, reconhecido por sua entrada no Modern Drummer Hall of Fame em 1984. As performances de Gadd em " 50 Ways to Leave Your Lover " e " Late in the Evening " de Paul Simon e " Aja " de Steely Dan são exemplos de seu estilo. Ele trabalhou com músicos populares de vários gêneros, incluindo Simon & Garfunkel, Steely Dan, James Taylor, Harry Chapin, Joe Cocker, Grover Washington Jr., Chick Corea, Lee Ritenour, Paul Desmond, Chet Baker, Al Di Meola, Kenny Loggins, Eric Clapton, Michel Petrucciani e Toshiki Kadomatsu.

## Vida pregressa
Gadd cresceu em Irondequoit, Nova York. Começou a tocar bateria desde muito cedo. Aos 11 anos, ele entrou no concurso National Talent Round Up do Mickey Mouse e foi um dos vencedores; ganhou uma viagem para a Califórnia, onde conheceu Walt Disney e apareceu no The Mickey Mouse Club, onde tocou bateria e fez sapateado. Gadd frequentou e se formou na Eastridge High School e, em seguida, frequentou a Eastman School of Music, graduando-se em 1968. Ele foi então convocado para o Exército dos Estados Unidos, onde passou os três anos seguintes tocando bateria na Banda do Exército .

## Carreira

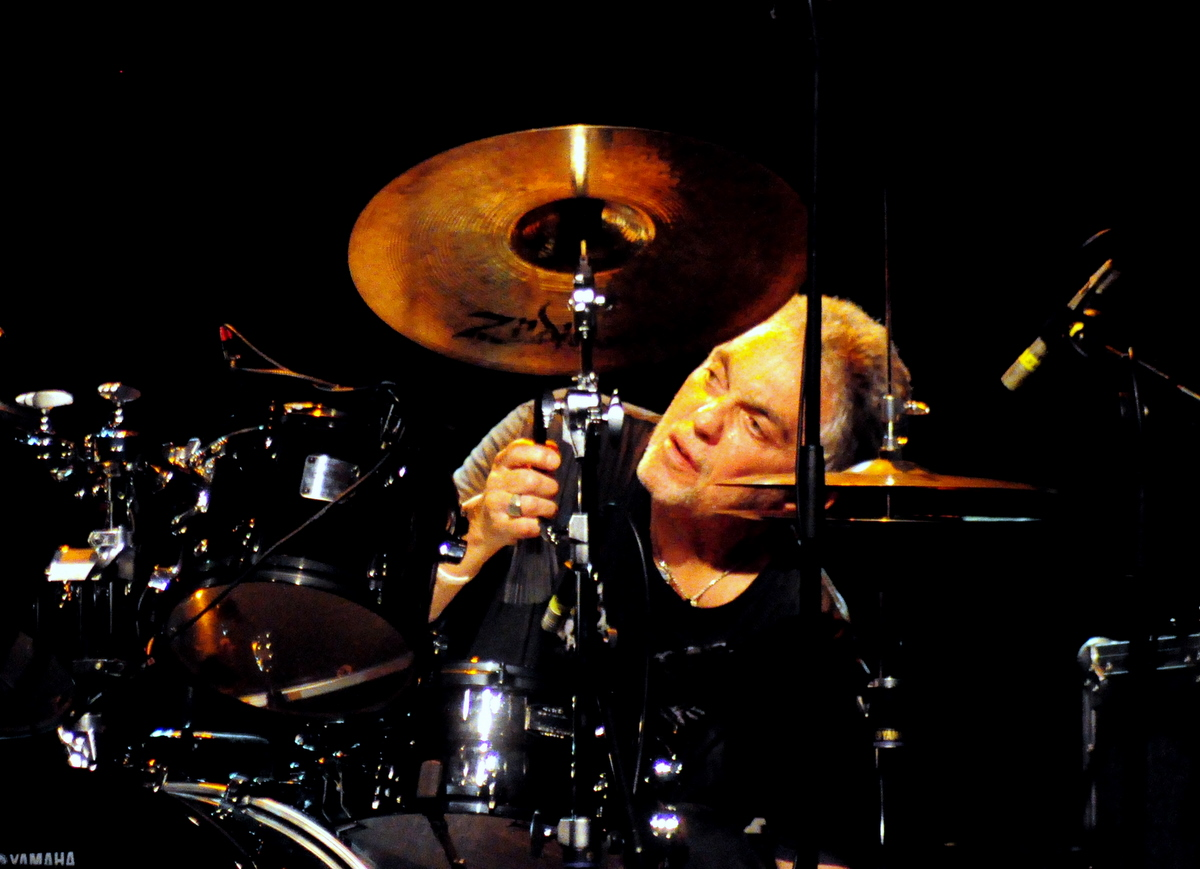
Gadd por trás de sua bateria em 2010

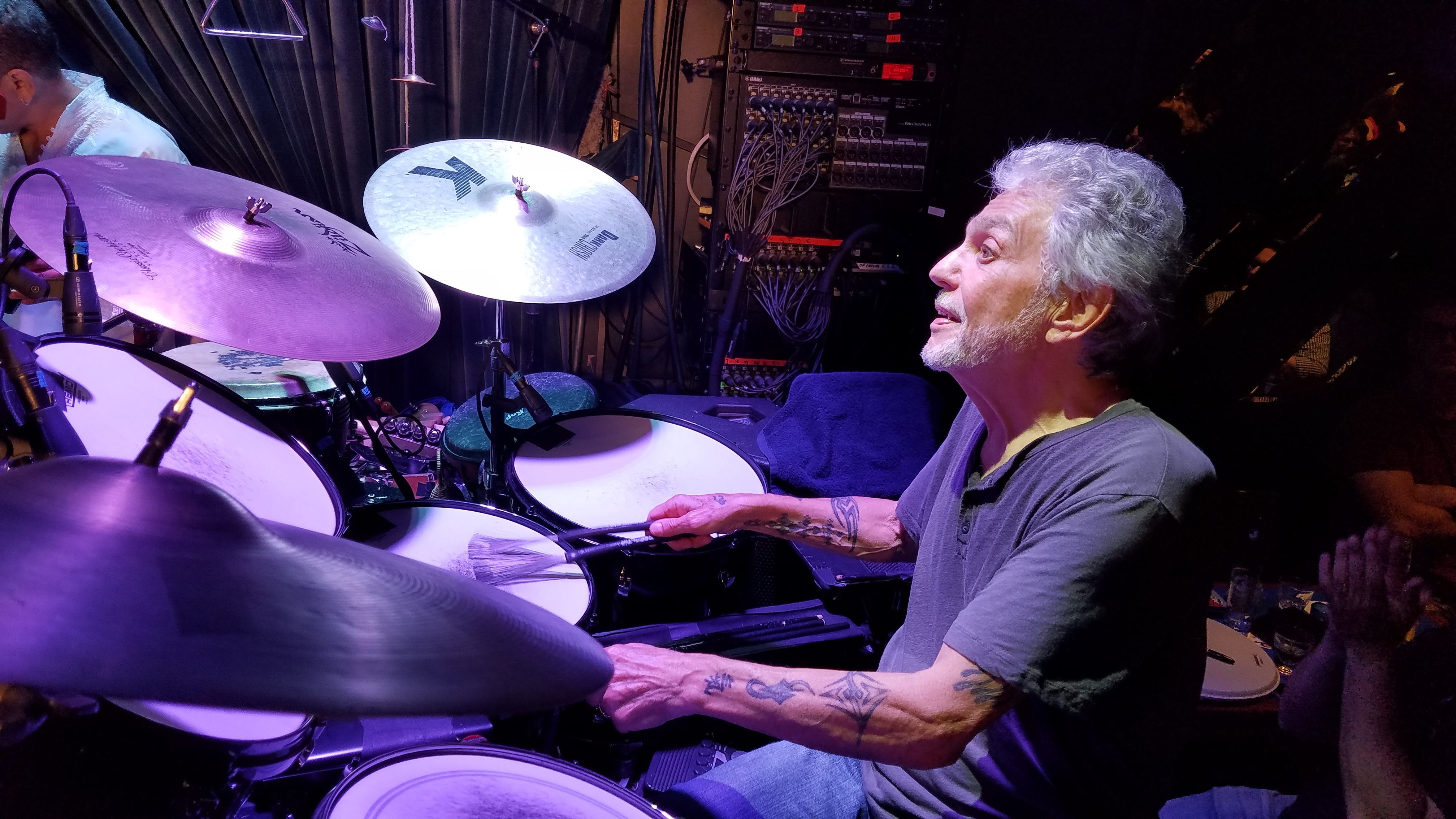
Steve Gadd brinca com os pincéis enquanto assiste Chick Corea durante seu show no Blue Note em Nova York na sexta-feira, 29 de setembro de 2017.

Em 1968, Gadd fez sua primeira gravação de estúdio no álbum Diana in the Autumn Wind de Gap Mangione.
Em 1973, Gadd formou a curta banda de jazz fusion L'Image com Mike Mainieri, Warren Bernhardt, David Spinozza e Tony Levin. Também em 1973, ele começou a tocar em vários álbuns para o selo de jazz CTI Records, apoiando artistas como Milt Jackson, Chet Baker, Art Farmer, Jim Hall e Hubert Laws. Gadd tocou bateria na faixa-título do álbum de jazz-rock de Steely Dan, Aja, de 1977; o solo de bateria que ele tocou no final da música se tornou "o material da lenda", de acordo com um artigo da Jazziz de 2019, com seus " toques explosivos e ritmos nítidos dos pratos". Outras gravações notáveis da década de 1970 são o sucesso de Van McCoy " The Hustle " (1975), " 50 Ways To Leave Your Lover " (1975) de Paul Simon, " Chuck E.'s in Love " de Ricky Lee Jones ( 1979) e os álbuns de Chick Corea " The Leprechaun " (1976), " My Spanish Heart " (1976), " The Mad Hatter " (1978) e " Friends " (1978).
Em 1981, ele tocou bateria e percussão no concerto de Simon e Garfunkel no Central Park.
Gadd foi membro do Manhattan Jazz Quintet desde a sua fundação em 1983 até sua saída em 1987, sendo substituído por Dave Weckl, embora tenha se reunido com o grupo várias vezes desde então. O grupo lançou oficialmente seus álbuns apenas no Japão e é mais conhecido lá.
Gadd viajou todo o ano de 1991 com Paul Simon. Gravou e excursionou com Eric Clapton em 1994/1996 e novamente de 1997 a 2004. O ano de 1997 também o viu em uma turnê mundial em um trio com o grande jazz francês Michel Petrucciani e seu colega de banda de longa data, o baixista Anthony Jackson (capturado em álbum ao vivo do Trio em Tóquio ). Gadd tocou no álbum de blues Riding with the King junto com BB King, Eric Clapton, Jimmie Vaughan e alguns outros. Em 2009, Gadd voltou à banda de Clapton para tocar 11 noites no Royal Albert Hall e fez parte da banda de turnê de Clapton em maio de 2009. Também em 2009, Gadd se reuniu com L'Image, e o grupo se apresentou no Iridium Jazz Club em Nova York, fez uma turnê pelo Japão e pela Europa e lançou o álbum L'Image 2.0.
Gadd fez uma turnê em 2014 com James Taylor. Desde 2014, Gadd tocou em um trio de soul jazz com os músicos dinamarqueses Michael Blicher e Dan Hemmer.
Gadd também trabalhou com Chet Baker, Tony Banks, Jon Bon Jovi, Bee Gees, George Benson, Edie Brickell, Kate Bush, Stanley Clarke, Eric Clapton, Joe Cocker, Chick Corea, Jim Croce, Christopher Cross, Pino Daniele, Paul Desmond, Al Di Meola, Art Farmer, Roberta Flack, Aretha Franklin, Eddie Gómez, Dave Grusin, Bob James, Al Jarreau, Quincy Jones, Rickie Lee Jones, The Manhattan Transfer, Paul McCartney, Michael McDonald, Michel Petrucciani, Bonnie Raitt, Return para sempre, Diana Ross, David Sanborn, Carly Simon, Paul Simon, Frank Sinatra, Steps Ahead, Barbra Streisand, Stuff, Richard Tee, Michal Urbaniak, Dionne Warwick e David Gilmour

## Influências
As influências de Gadd incluem Buddy Rich, Elvin Jones, Tony Williams e o estilo "menos é mais" de Rick Marotta .

## Equipamento
Gadd endossa e usa bateria, pedais e hardware Yamaha, címbalos Zildjian, drumheads Remo, Percussão latina, Microfones Earthworks, Palitos e escovas Vic Firth e bolsas Beato.
Gadd usa o kit Steve Gadd Comemorativo, que a Yamaha fez para o 30º aniversário da sua colaboração com a empresa. O kit consiste em um bumbo de bordo de 22 "x 14" e toms de tom de bétula de 12 "x8", 13 "x9", 14 "x12" e 16 "x14". Ele usa sua caixa de aço de 14 "x5.5" Yamaha Steve Gadd com aros de madeira, que também vem em versões de bétula e bordo, e ele começou a endossar a nova série Yamaha Recording Custom.
Gadd também usou um kit de bateria Yamaha Club Custom com acabamento em espiral azul.
Gadd também tem gravatas de Vic Firth com sua assinatura nelas. As baquetas são muito leves e finas, de cor preta, e têm nas pontas "cor de madeira" normal. Existe também um modelo idêntico com pontas de nylon. O stick é ligeiramente mais curto do que o American Classic 5A e possui uma ponta de barril para melhor gravação de som. São 15 3⁄4 in (40 cm) comprimento e o diâmetro é .550 in (1.40 cm) . Além de ter seu próprio stick de assinatura, ele tem seus próprios pincéis de assinatura. Essas escovas têm o objetivo de resolver o problema de escovas de arame que prendem as peles novas revestidas, dobrando ligeiramente os fios nos 3/4 superiores polegadas (1,9 cm) da extremidade de jogo. Os fios deslizam pela cabeça, permitindo uma varredura mais suave e um som de swish aveludado.
Gadd usa uma variedade de cabeças Remo: um Coated Powerstroke 3 no lado da bateria com um Diplomata Hazy no lado ressonante da armadilha, Clear Pinstripes ou Coated Ambassadors nas laterais da massa dos toms e Clear Ambassadors nos lados ressonantes. Ele está usando um Coated Powerstroke 3 na caixa e no bumbo.
Ele também tem um sino de vaca com assinatura do LP Steve Gadd, inspirado no sino de vaca LP Mambo que ele usa desde os anos 1970.
De acordo com Allmusic, Gadd foi creditado por tocar surdo, kalimba, tímpanos, pandeiros, congas, Grand Cassa, bongôs, timbales, tarola, pratos e palmas, além de uma bateria.

## Prêmios e honras
- Doutor Honorário em Música, Berklee College of Music, 2005.[25]
- Nomeação para o Grammy, Melhor Álbum Instrumental. Contemporâneo, Way Back Home, 2017.[26]
- Prêmio Grammy, Melhor Álbum Instrumental Contemporâneo, Steve Gadd Band, 2019.[27][28]

## Discografia

### Como líder
- Gaddabout (Electric Bird, 1984);
- The Boys from Rochester with Chuck Mangione (Feels So Good, 1989);
- Together Forever with Chuck Mangione (Gates Music, 1994);
- Trio em Tóquio com Michel Petrucciani (Dreyfus, 1999);
- Steps / Smokin 'in the Pit (NYC, 1999);
- Super Trio com Chick Corea, Christian McBride (Mad Hatter, 2006);
- Live at Voce (BFM, 2010);
- Gadditude (BFM, 2013);
- Blicher Hemmer Gadd (C-Nut, 2014);
- 70 Strong (BFM, 2015);
- Way Back Home (BFM, 2016);
- Borboleta chinesa com Chick Corea (Stretch, 2017);
- Steve Gadd Band (BFM, 2018).

Com Manhattan Jazz Quintet
- Autumn Leaves (Paddle Wheel, 1985);
- Live at Pit Inn (Paddle Wheel, 1986);
- The Sidewinder (Paddle Wheel, 1986);
- My Funny Valentine (Paddle Wheel, 1986);
- Viva no Pit Inn Vol. 2 (Paddle Wheel, 1986);
- My Favorite Things: Live in Tokyo (Paddle Wheel, 1987);
- Manhattan Blues (1990);
- VSOP (2008).